# Битва за Дили
Битва за Дили состоялась 7 декабря 1975 года, когда вооружённые силы Индонезии высадились в столице Восточного Тимора. Атака положила начало военной операции, которая привела к индонезийской оккупации Восточного Тимора.

## Битва

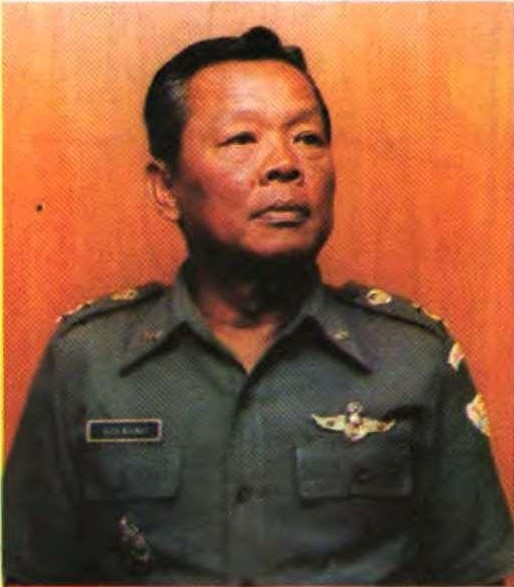
Бригадный генерал Сувено возглавлял индонезийские вооружённые силы во время битвы за Дили

Корабли ВМС Индонезии в составе фрегата KRI Ratulangi, корвета KRI Barakuda, эскортного эсминца KRI Martadinata и плавучей мастерской KRI Jaya Wijaya, а также перевозившего несколько сотен тиморских партизан и регулярных индонезийских морских пехотинцев десантного корабля KRI Teluk Bone прибыли к берегам Дили около 02:00. Находившиеся там два фрегата NRP Afonso de Albuquerque и корвет João Roby ВМС Португалии не вступили в бой с индонезийцами. Час спустя в городе было отключено электричество, что индонезийский командующий воспринял как знак того, что флот обнаружен, и корабли обстреляли Дили.
Около 04:30 400 индонезийских морских пехотинцев высадились на плавающих танках и бронетранспортёрах на пляже Кампунг-Алор. Они столкнулись с минимальным сопротивлением и к 07:00 заняли прилегающие районы.
Из базы ВВС Исвахьюди в Мадиуне вылетели десять самолётов Lockheed C-130 Hercules. Они перевозили 550 десантников из группы специального назначения Копассус (тогда Копасандха) и 501-й пехотного батальона Кострада. Самолёты приблизились к Дили с востока и начали десантировать солдат в 05:45. C-130 подверглись обстрелу со стороны ФРЕТИЛИН, в результате чего был убит старший по погрузочно-разгрузочным работам, а 72 военнослужащих вынуждены прервать высадку. По десантникам открыли огонь ещё до того, как они достигли земли по приказу восточнотиморского командира Паулино Гама. Кроме того, они попали под дружественный огонь морской пехоты:73—74.
После высадки десантников C-130 вернулись на аэродром Пенфуи в Купанге, и был предпринят второй вылет в составе пяти самолётов. Однако вторая волна десантников начала обстреливать индонезийских солдат, двигавшихся к аэродрому Дили, в то время как морские пехотинцы также открыли по ним огонь. Согласно официальным сообщениям, инцидент с огнём по своим не привёл к жертвам.

## Последствия
Потери Индонезии составили 35 человек убитыми в ходе первого боевого вылета и ещё 22 во время второго. ВС Индонезии сообщили о 122 убитых и 365 пленных со стороны ФРЕТИЛИН. Через три дня после битвы за Дили город Баукау подвергся аналогичному нападению и был захвачен.
Многие индонезийские командиры жаловались на неточные и некачественные разведывательные данные. Командующий воздушно-десантной оперативной группой отметил, что ему сообщили о том, что противник является «эквивалентом хансипа».
Из-за вторжения Португалия в тот же день разорвала дипломатические отношения с Индонезией.
К концу 1975 года 10 000 военных оккупировали Дили, а другие 20 000 распространились по всему Восточному Тимору.